# Kamil Baránek
Kamil Baránek (Valtice, 2 maggio 1983) è un pallavolista ceco.
Gioca nel ruolo di schiacciatore nel Rennes.

## Carriera
Inizia la sua carriera ad alti livelli nel massimo campionato della Repubblica Ceca, prima nel Volejbal Brno e poi nel VSC Fatra Zlín. In questo periodo entra stabilmente a far parte della nazionale della Repubblica Ceca, con la quale vince la medaglia d'oro alla European League 2004.
Nella stagione 2004-05 approda in Italia, dove gioca una stagione in Serie A2 nel Volley Forlì prima di trasferirsi, l'anno successivo, al Trentino Volley. Dalla stagione 2006-07 alla stagione 2009-10 viene tesserato dai francesi dello Stade Poitevin di Poitiers: raggiunge per due volte la finale scudetto ed esordisce in una competizione europea, prima in Coppa CEV e poi in Challenge Cup. Partecipa con la sua nazionale al campionato mondiale 2010 disputato in Italia.
Dopo un anno di prestito ai greci dell'Athlitikos Syllogos Aris di Salonicco si trasferisce in Argentina, dove vince il campionato con l'UPCN Voley. Dopo un breve ritorno in Italia per un campionato di Serie A2 nelle file del Volley Segrate 1978, ritorna in Francia, al Tours Volley-Ball, con il quale vince due campionati, due Coppe di Francia e la Supercoppa francese. Con la nazionale vince la medaglia di bronzo alla European League 2013. In seguito passa al Galatasaray Spor Kulübü, nel campionato turco.
Nel campionato 2015-16 ritorna nella massima serie italiana, vestendo la maglia del Powervolley Milano, mentre in quello successivo si accasa al Paris nella Ligue A francese.

## Palmarès

### Club
- Campionato argentino: 1

2010-11
- Campionato francese: 2

2012-13, 2013-14
- Coppa di Francia: 2

2012-13, 2013-14
- Supercoppa francese: 1

2012

### Nazionale (competizioni minori)
- European League 2004
- European League 2013